# Ягодин (станція)
Ягоди́н — проміжна прикордонна залізнична станція Рівненської дирекції Львівської залізниці на лінії Ковель — Ягодин між станціями Любомль (10 км) та Дорогуськ (9,3 км). Розташована в селі Римачі Ковельського району Волинської області. На станції знаходиться управління Ягодинської митниці (пункт контролю Ягодин).

## Історія
Станція відкрита 1907 року на вже існуючій лінії Ковель — Холм, яка була відкрита ще у 1877 році.
У 1995 році на станції було споруджено пункт перестановки колісних пар.

## Особливості станції
Колійний розвиток станції складається з 10 колій (Східний парк), з них — одна чотириниткова (1520 мм та 1435 мм), ще одна — шириною 1520 мм, решта 7 — 1435 мм. Тобто, дві колії шириною європейського стандарту (1435 мм) та дві колії — 1520 мм.
У західній частині станції (Західний парк) розташований пункт (крите приміщення), де пасажирським вагонам відбувається заміна колісних пар з 1520 мм на 1435 мм та навпаки. Крім цього, у цій частині станції — 7 колій, з них 2 колії — 1435 мм та 5 колій — 1520 мм. На станції здійснюється прикордонний та митний контроль, а також заміна колісних пар у поїздів для поїздів, що прямують через польсько-український кордон, яка триває близько 2 годин у кожен бік.

## Пасажирське сполучення
На станції Ягодин зупиняються поїзди міжнародного сполучення. Приміського руху у бік Польщі немає. Для приміських поїздів, що курсували з Ковеля, станція була кінцевою (наразі скасовані).
| Рух поїздів по станції Ягодин           |                    | |
| №                                       | Маршрут сполучення | Періодичність курсування                                                                                     |
| Далеке сполучення                       |                    | |
| 19/20                                   | Київ — Холм        | Щоденно |
| 23/24                                   | Київ — Холм        | Щоденно |
| 67/68 «Київ-Експрес»                    | Київ — Варшава     | Щоденно |
| 93/94                                   | Харків — Холм      | Через день                                                                                                   |
| 119/120                                 | Дніпро — Холм      | Щоденно |
| Скасовані поїзди далекого сполучення    |                    | |
| 751/752                                 | Здолбунів — Холм   | Скасований через низький пасажиропотік                                                                       |
| 813/814                                 | Львів — Холм       | Призначався з 25 березня 2022 року за вказівкою                                                              |
| 901/902                                 | Дніпро — Холм      | Евакуаційний поїзд, призначався за вказівкою у 2022 році через повномасштабне російське вторгнення в Україну |
| 909/910                                 | Київ — Холм        | Евакуаційний поїзд, призначався за вказівкою у 2022 році в ході російського вторгнення в Україну             |
| Скасовані поїзди приміського сполучення |                    | |
| 6373/6374                               | Ковель — Ягодин    | Скасований, курсував Щоденно                                                                                 |